# Гнилая Липа
Гнила́я Ли́па (укр. Гнила Липа) — река на Украине, протекает во Львовском районе Львовской области, а также Ивано-Франковском районе Ивано-Франковской области. Левый приток Днестра.

## Описание
Длина реки составляет 87 км, площадь бассейна 1220 км². Уклон реки 1,4 м/км. Речная долина в верховьях V-образная, ниже по течению — трапециевидная, шириной до 2,6 км. Русло достаточно извилистое, шириной 0,5 — 50 м, глубиной в среднем 0,5 — 1,5 м (максимум 3 м). Близ города Бурштын на реке для потребностей Бурштынской ГРЭС построено Бурштынское водохранилище.
Основные притоки: Нараевка, Студёный Поток, Болотня.

## Течение
Берёт своё начало к востоку от села Липовцы Перемышлянского района у подножия Высокой Горы (принадлежит к Гологорам).
Течет сначала (в течение нескольких километров) на запад, потом поворачивает на юг, а недалеко от устья — на юго-восток. Впадает в Днестр восточнее города Галича и южнее села Тустань.
На реке расположены города Перемышляны, Рогатин, Бурштын, пгт Большовцы.